# إدوارد أونيل
إدوارد أونيل (بالإنجليزية: Edward O'Neill)‏ هو ممثل بريطاني، ولد في 1867 في الهند، وتوفي في 20 أغسطس 1938.

## وصلات خارجية
- إدوارد أونيل على موقع IMDb (الإنجليزية)
- إدوارد أونيل على موقع أول موفي (الإنجليزية)
- إدوارد أونيل على موقع قاعدة بيانات الأفلام السويدية (السويدية)
- إدوارد أونيل على موقع قاعدة بيانات الفيلم (الإنجليزية)